# Carmine Nicolao Caracciolo
Carmine Nicolao Caracciolo, quinto principe di Santo Buono, Grande di Spagna (Bucchianico, 5 luglio 1671 – Madrid, 26 luglio 1726), fu il viceré spagnolo del Perù tra il 5 ottobre 1716 ed il 26 gennaio 1720.

## Biografia
Il suo nome era pronunciato in differenti modi, tra cui Carmine Nicola Caracciolo, Carmine Niccolo Caracciolo, Carmine Nicolás Caracciolo e Carmino Nicolás Caracciolo.
Nato a Bucchianico, Carmine Caracciolo era il discendente di una famiglia nobile di Napoli, ed era principe del Sacro Romano Impero. Fu esiliato da Napoli nel 1707, quando la città passò sotto al controllo della Corona d'Austria, essendo fedele ai Borbone. Tutte le sue proprietà furono confiscate. Era un letterato acculturato e fu ambasciatore a Roma e Venezia nel 1702.
Fu il primo italiano ad essere nominato a capo del vicereame del Perù. La nomina avvenne nel 1713, ed il viaggio verso l'America occupò qualche tempo. Giunse a Cartagena de Indias sulla nave da battaglia del conte di Vega Florida, dove venne a sapere della corruzione politica e commerciale presente nel vicereame. Portava con sé l'ordine della Corona spagnola di porre fine al contrabbando francese, in qualche modo protetto ed incoraggiato dal suo immediato predecessore.
Entrò a Lima prendendo il potere il 5 ottobre 1716. Per celebrare il suo arrivo il poeta Peralta pubblicò un panegirico in suo onore, El sol en el zodíaco, come anche fece Bermúdez de La Torre. Entrambi erano stravaganti nelle preghiere rivolte al nuovo viceré.
Nel 1717 fu creato il vicereame della Nuova Granada nel Perù settentrionale, incorporando le Audiencia di Bogotà, Quito e Panama. Il nuovo vicereame ebbe vita breve e fu sciolto nel 1724 con i territori che tornarono di pertinenza del vicereame del Perù.
Tra gli accadimenti più importanti della sua amministrazione, si può ricordare che non riuscì a bloccare il contrabbando, i missionari costruirono molti conventi sulle montagne e fu fondato il Collegio di Ocopa. Un'epidemia colpì 60 000 indigeni. Un decreto reale proibì di marchiare a fuoco gli schiavi neri. A causa degli abusi degli encomenderos del sistema del mita, il Caracciolo ne sollecitò l'abolizione. Il re, però, non accolse la richiesta. Il 15 agosto 1719 inoltre vi fu la prima eclissi solare totale registrata a Lima dopo l'occupazione spagnola, poco prima di mezzogiorno. Fu necessario l'uso del faro, e l'eclissi stimolò processioni di penitenti.
Il suo incarico di viceré si protrasse fino al 1720, mentre la sua morte arrivò nel 1727.

## Discendenza
Sposò in prime nozze nel 1694 Costanza Ruffo (1679-1715) e in seconde nozze Isabella Martinez. Ebbe numerosi figli, tra cui: 
- Marino VI (1696-1745), VI principe di Santobuono;
- Giovanna Irene (1697-1721), che sposò Vittorio Amedeo Ferrero-Fieschi, principe di Masserano, da cui ebbe tre maschi e tre femmine[5];
- Giulia Chiteria (Litteria) (1705-1756), la quale sposò Francesco Gonzaga, duca di Solferino;
- Filippo Luigi (1713-1777);
- Giacomo (1704-1753), militare.

## Ascendenza
|                                                      |                                             |                                                      | Genitori                              |  |  | Nonni |  |  | Bisnonni                                        |  |  | Trisnonni                                                |  |
|                                                      |                                             |                                                      |                                       |  |  |       |  |  | Marino IV Caracciolo, II principe di Santobuono |  |  | Giovanni Antonio II Caracciolo, I principe di Santobuono |  |
|                                                      |                                             |                                                      |                                       |  |  |       |  |  | Marino IV Caracciolo, II principe di Santobuono |  |  | Giovanni Antonio II Caracciolo, I principe di Santobuono |  |
|                                                      |                                             | Diana Spinelli                                       |                                       |  |  |       |  |  | Marino IV Caracciolo, II principe di Santobuono |  |  |                                                          |  |
| Ferrante Caracciolo, III principe di Santobuono      |                                             |                                                      |                                       |  |  |       |  |  | Marino IV Caracciolo, II principe di Santobuono |  |  |                                                          |  |
|                                                      |                                             | Isabella Caracciolo, duchessa di Feroleto            | Ferrante Caracciolo, duca di Feroleto |  |  |       |  |  |                                                 |  |  |                                                          |  |
|                                                      |                                             | Isabella Caracciolo, duchessa di Feroleto            | Ferrante Caracciolo, duca di Feroleto |  |  |       |  |  |                                                 |  |  |                                                          |  |
|                                                      |                                             | Isabella Caracciolo, duchessa di Feroleto            | Laura Carafa                          |  |  |       |  |  |                                                 |  |  |                                                          |  |
| Marino V Caracciolo, IV principe di Santobuono       |                                             | Isabella Caracciolo, duchessa di Feroleto            |                                       |  |  |       |  |  |                                                 |  |  |                                                          |  |
|                                                      |                                             | Marco Antonio Loffredo, I principe di Maida          | Alessandro Loffredo                   |  |  |       |  |  |                                                 |  |  |                                                          |  |
|                                                      |                                             | Marco Antonio Loffredo, I principe di Maida          | Alessandro Loffredo                   |  |  |       |  |  |                                                 |  |  |                                                          |  |
|                                                      |                                             | Marco Antonio Loffredo, I principe di Maida          | Eleonora Ruffo                        |  |  |       |  |  |                                                 |  |  |                                                          |  |
| Chiara Loffredo                                      |                                             | Marco Antonio Loffredo, I principe di Maida          |                                       |  |  |       |  |  |                                                 |  |  |                                                          |  |
|                                                      |                                             | Dianora Caracciolo di Feroleto                       | Alfonso Caracciolo, conte di Oppido   |  |  |       |  |  |                                                 |  |  |                                                          |  |
|                                                      |                                             | Dianora Caracciolo di Feroleto                       | Alfonso Caracciolo, conte di Oppido   |  |  |       |  |  |                                                 |  |  |                                                          |  |
|                                                      |                                             | Dianora Caracciolo di Feroleto                       | Giovanna d'Evoli                      |  |  |       |  |  |                                                 |  |  |                                                          |  |
| Carmine Niccolò Caracciolo, V principe di Santobuono |                                             | Dianora Caracciolo di Feroleto                       |                                       |  |  |       |  |  |                                                 |  |  |                                                          |  |
|                                                      | Camillo Caracciolo, II principe di Avellino | Marino I Caracciolo, I principe di Avellino          |                                       |  |  |       |  |  |                                                 |  |  |                                                          |  |
|                                                      | Camillo Caracciolo, II principe di Avellino | Marino I Caracciolo, I principe di Avellino          |                                       |  |  |       |  |  |                                                 |  |  |                                                          |  |
|                                                      | Camillo Caracciolo, II principe di Avellino | Crisostoma Carafa                                    |                                       |  |  |       |  |  |                                                 |  |  |                                                          |  |
| Giuseppe Caracciolo, I principe di Torella           | Camillo Caracciolo, II principe di Avellino |                                                      |                                       |  |  |       |  |  |                                                 |  |  |                                                          |  |
|                                                      |                                             | Roberta Carafa                                       | Marzio Carafa, II duca di Maddaloni   |  |  |       |  |  |                                                 |  |  |                                                          |  |
|                                                      |                                             | Roberta Carafa                                       | Marzio Carafa, II duca di Maddaloni   |  |  |       |  |  |                                                 |  |  |                                                          |  |
|                                                      |                                             | Roberta Carafa                                       | Vittoria Spinelli                     |  |  |       |  |  |                                                 |  |  |                                                          |  |
| Giovanna Caracciolo di Torella                       |                                             | Roberta Carafa                                       |                                       |  |  |       |  |  |                                                 |  |  |                                                          |  |
|                                                      |                                             | Giovanni Tommaso di Capua, I principe di Roccaromana | Annibale di Capua                     |  |  |       |  |  |                                                 |  |  |                                                          |  |
|                                                      |                                             | Giovanni Tommaso di Capua, I principe di Roccaromana | Annibale di Capua                     |  |  |       |  |  |                                                 |  |  |                                                          |  |
|                                                      |                                             | Giovanni Tommaso di Capua, I principe di Roccaromana | Lucrezia Arcamone                     |  |  |       |  |  |                                                 |  |  |                                                          |  |
| Costanza di Capua                                    |                                             | Giovanni Tommaso di Capua, I principe di Roccaromana |                                       |  |  |       |  |  |                                                 |  |  |                                                          |  |
|                                                      |                                             | Virginia Belprato, contessa d'Anversa                | Carlo Belprato, conte d'Anversa       |  |  |       |  |  |                                                 |  |  |                                                          |  |
|                                                      |                                             | Virginia Belprato, contessa d'Anversa                | Carlo Belprato, conte d'Anversa       |  |  |       |  |  |                                                 |  |  |                                                          |  |
|                                                      |                                             | Virginia Belprato, contessa d'Anversa                | Laudomia di Lannoy                    |  |  |       |  |  |                                                 |  |  |                                                          |  |
|                                                      |                                             | Virginia Belprato, contessa d'Anversa                |                                       |  |  |       |  |  |                                                 |  |  |                                                          |  |